# Conversation Peace
Conversation Peace è un album di Stevie Wonder, pubblicato dalla Motown nel 1995.

## Tracce
1. Rain Your Love Down - 6:08
2. The Edge of Eternity - 6:01
3. Taboo to Love - 4:25
4. Take The Time Out - 5:05
5. I'm New - 5:41
6. My Love Is With You - 5:54
7. Treat Myself (Wonder, Stephanie Andrews) - 4:55
8. Tomorrow Robins Will Sing - 4:46
9. Sensuous Whisper - 5:47
10. For Your Love-  5:00
11. Cold Chill - 6:53
12. Sorry - 6:45
13. Conversation Peace - 6:39

## Classifiche
| Classifica (1995) | Posizione massima |
| ----------------- | ----------------- |
| Austria           | 17                |
| Belgio (Vallonia) | 25                |
| Canada            | 48                |
| Francia           | 3                 |
| Germania          | 34                |
| Giappone          | 11                |
| Italia            | 12                |
| Norvegia          | 23                |
| Nuova Zelanda     | 15                |
| Paesi Bassi       | 19                |
| Regno Unito       | 8                 |
| Stati Uniti       | 16                |
| Stati Uniti (R&B) | 2                 |
| Svizzera          | 28                |